# ديبي ألن
ديبي ألن (بالإنجليزية: Debbie Allen)‏ مواليد 16 يناير 1950 في هيوستن، الولايات المتحدة، هي مخرجة أمريكية بدأت نشاطها سنة 1976. كما أنها من الفائزات بجائزة إيمي وجائزة غولدن غلوب.

## الأعمال
- عرض كوسبي
- سو يو ثينك يو كان دانس
- غريز أناتومي
- ذاتس سو رايفن
- أمير بيل إير الحيوي
- آل باركر
- فضيحة
- كيف تفلت بجريمتك
- أميستاد

## وصلات خارجية
- Debbie Allen Dance Academy
- ديبي ألن على موقع IMDb (الإنجليزية)
- ديبي ألن على موقع روتن توميتوز (الإنجليزية)
- ديبي ألن على موقع ألو سيني (الفرنسية)
- ديبي ألن على موقع ميوزك برينز (الإنجليزية)
- ديبي ألن على موقع أول موفي (الإنجليزية)
- ديبي ألن على موقع قاعدة بيانات برودواي على الإنترنت (الإنجليزية)
- ديبي ألن على موقع قاعدة بيانات برودواي على الإنترنت (الإنجليزية)
- ديبي ألن على موقع قاعدة بيانات الأفلام السويدية (السويدية)
- ديبي ألن على موقع إن إن دي بي (الإنجليزية)
- ديبي ألن على موقع ديسكوغز (الإنجليزية)